# Karshomyia
Karshomyia is een muggengeslacht uit de familie van de galmuggen (Cecidomyiidae).

## Soorten
- K. abnormis (Mamaev, 1961)
- K. acerina (Felt, 1907)
- K. borealis (Felt, 1920)
- K. caulicola (Coquillett, 1895)
- K. curiosa (Gagne, 1973)
- K. curvidentata (Mamaev, 1961)
- K. ectopia (Gagne, 1973)
- K. figurata Mamaev & Krivosheina, 1998
- K. insolens (Felt, 1920)
- K. insolita (Gagne, 1973)
- K. inusitata (Gagne, 1973)
- K. marikovskii (Mamaev, 1961)
- K. mira (Gagne, 1973)
- K. oklandi Mamaev & Krivosheina, 1998
- K. perissa (Gagne, 1973)
- K. praecipua (Gagne, 1973)
- K. producta Mamaev & Krivosheina, 1998
- K. quercina (Felt, 1907)

- K. ramosa (Kieffer, 1904)
- K. setosa Mamaev & Krivosheina, 1998
- K. speciosa (Felt, 1913)
- K. spinosa (Felt, 1908)
- K. spinulifera Mamaev & Krivosheina, 1998
- K. spungisi Mamaev & Krivosheina, 1998
- K. triangularis (Felt, 1918)
- K. viburni (Felt, 1907)